# Jama (Ecuador)
Jama è una parrocchia urbana dell'Ecuador, capoluogo dell'omonimo cantone, nella provincia di Manabí.